# デイブ・キャスパー
デイブ・キャスパー(David John Casper,1952年9月26日－)は、ミネソタ州ベミッジ出身のNFLプレイヤー。愛称はゴースト(The Ghost)。

## 経歴

### 高校時代
高校生活の最初の3年間をセントエドワード高校で過ごしたキャスパーは、最終学年にウィスコンシン州のチルトン高校に転校した。
キャスパーの所属する小さなフットボールチームは、8試合で合計363-0という驚異的な得失点差を記録し、まだプレイオフ制度が無かったにもかかわらず、他の大きな高校を押し退け、州8位にランクインした。

### 大学時代
カレッジフットボールの名門、ノートルダム大学に入学したキャスパーは、1972年にオフェンシブタックルとしてオールアメリカンチームに選出された。1973年にタイトエンドにコンバートされ、オールアメリカンに選出された。他にもノートルダム大のオフェンシブMVPとその他の21の賞、4つのタッチダウンと335ヤードを獲得した。

### NFL
1974年、キャスパーはタイトエンドとしてオークランド・レイダースにドラフト2巡目で指名された。
最初の2シーズンはわずか9個のパスレシーブしか記録できなかったが、1976年には53回のパスレシーブで691ヤードを獲得、10タッチダウンを記録し、一躍リーグ有数のレシーバーとなった。
1977年、チームはミネソタ・バイキングスとの第11回スーパーボウルに駒を進め、キャスパーは両チームを通じて最初のタッチダウンパスを受け、チームのスーパーボウル初制覇に貢献した。
1980年のシーズン途中、キャスパーはドラフト一巡目と二巡目の指名権とのトレードでヒューストン・オイラーズに移籍した。結果、既にオイラーズにトレードされていたかつてのレイダースの先発QB、ケン・ステイブラーと再会することになった。
1984年、古巣のレイダースに復帰し、その年限りで現役を引退した。
2002年、レイダースの選手として13人目となる殿堂入りを果たした。

## エピソード
キャスパーはNFL史上有名な2つの名場面に関わっている。（詳しくは当該項目を参照）

### ゴースト・トゥー・ザ・ポスト
1977年のボルチモア・コルツとのプレイオフ、3点ビハインドで迎えた試合終了間際に、キャスパーはステイブラーからの42ヤードのロングパスをオーバーヘッドでキャッチし、試合をオーバータイムに持ち込むフィールドゴールを手助けし、オーバータイムにもTDレシーブを決め、チームを勝利に導いた。

### ホーリーローラー
1977年の9月10日、サンディエゴ・チャージャーズ戦にて、20-14のチャージャーズリードで迎えた残り10秒、ステイブラーはサックを受けそうになり、ボールをファンブルした。ボールはエンドゾーン方向へ転がって行き、これをレイダースのRB 、ピート・バナザックが残り12ヤードの地点でリカバーしようとしたが、失敗。さらに転がっていくボールをキャスパーはいったんつかみ損ね、エンドゾーンの中まで転がったところでリカバーし、タッチダウン。エロール・マンのキックが決まり、逆転勝利を収めた。
このプレーはわざとボールを転がしたのではないかと議論を呼び、これを受けてルールの改正がなされ、2ミニッツウォーミング以降、最初にファンブルした選手以外がボールを進めることは許されなくなった。